# Brigata Garibaldi "Wladimiro Paoli"
La Brigata Garibaldi mobile d’assalto “Wladimiro Paoli” fu una formazione partigiana attiva durante la Resistenza italiana. La brigata, facente capo al CLN di Treviso, fu attiva nella Bassa Trevigiana, in particolare nel territorio circostante il basso corso del fiume Sile e i comuni di Roncade, Silea, Monastier e Casale sul Sile.

## Origini
Già a partire dall’estate del 1944 alcuni giovani antifascisti ed ex-militari roncadesi, tra cui Ugo Pianon, Amedeo Gambirasi, Gino Pasqualotto, Attilio Pasin e Dionisio Maschio, iniziarono ad intensificare i rapporti tra la cellula comunista di San Cipriano e la Federazione provinciale clandestina del Partito Comunista, sotto la segreteria di Pietro Dal Pozzo. A questi primi rapporti ufficiali tra gruppi di giovani resistenti locali e le personalità di spicco dell’antifascismo trevigiano si legò anche l’azione di Dorino Bertelli, futuro segretario della Camera del Lavoro di Treviso, volta all’organizzazione del movimento resistenziale nelle zone rimaste sino a quel momento scoperte di: Monastier, Quarto d’Altino, Silea, Vallio, Biancade, Casale sul Sile, Meolo e Zenson. Si iniziarono a costituire in questo periodo le prime Sap di Vallio, Zenson e Biancade mentre la cellula comunista sanciprianese, a seguito di una fallita retata fascista, si diede alla macchia nel luglio del 1944. Ben presto, a causa delle difficoltà nell’organizzazione della lotta partigiana in pianura, molti di questi giovani si spostarono verso l’area pedemontana, aggregandosi alle formazioni operanti tra Vittorio Veneto e il Monte Grappa.
A seguito dei massicci rastrellamenti dell’autunno del 1944 nella zona del Grappa, diversi combattenti legatisi alla Divisione garibaldina d’assalto “Nino Nanetti” si ritirarono ripiegando verso Treviso. Molti dei partigiani precedentemente giunti dalla pianura, sfuggiti alle operazioni militari tedesche, si rifugiarono quindi nel trevigiano, andando ad aumentare notevolmente gli effettivi della locale Divisione “Sabatucci”. A questi si unirono i resti della Brigata “Mazzini” quasi completamente annientata nella battaglia di Badoere. Della “Mazzini” faceva parte il partigiano Attilio Scardala, nome di battaglia “Ugo Marino”, che sarà in seguito comandante della nuova formazione garibaldina. Constatato il consistente aumento dei combattenti nel territorio, il 20 ottobre 1944 si costituì la Brigata d’assalto “Wladimiro Paoli”, la quale prese il nome dell’omonimo partigiano caduto in azione.
Nonostante la formazione fosse per definizione mobile, spostandosi ciclicamente dopo pochi giorni di operatività in un dato territorio, questa aveva le sue basi principali nella parte orientale della provincia di Treviso. Operò prevalentemente nell’area compresa tra i comuni di Roncade, Monastier, Casale sul Sile, Silea, San Biagio di Callalta, Zenson, Carbonera, Vallio e Biancade, con alcune operazioni di sabotaggio svoltesi anche a Mogliano e nel Veneziano, in particolare a Quarto d’Altino e Marcon.

## Comandanti
| Nome                | Nome in codice | Grado                     | Note                                  |
| ------------------- | -------------- | ------------------------- | ------------------------------------- |
| Attilio Scardala    | "Ugo Marino"   | Comandante                |                                       |
| Severino Voltarello | "Lidia"        | Vicecomandante            | medaglia di bronzo al valor militare. |
| Ugo Pianon          | "Maria"        | Commissario di guerra     |                                       |
| Gino Pasqualotto    | "Laura"        | Vicecommissario di guerra | medaglia di bronzo al valor militare. |
| Silvio Fantin       | "Dardo"        | Capo di S.M.              |                                       |
| Luciano Fantin      | "Foego"        | Sottocapo di S.M.         |                                       |

## Wladimiro Paoli
Wladimiro Paoli (1926-1944) fu un partigiano attivo nelle campagne attorno a Treviso nei primi anni della Resistenza. Giovane di estrazione popolare, era figlio di Speranza De Benedetti e di Nicola Paoli (1899-1981), antifascista e militante comunista trevigiano, segretario dal 1924 al 1925 della Federazione Trevigiana del PCd'I. Wladimiro, riportato anche come Vladimiro, così chiamato in onore a Lenin, si trasferì con la famiglia a Santa Cristina di Quinto in seguito al bombardamento di Treviso del 7 aprile 1944. Qui Paoli diede vita ad un Gap che svolse a lungo operazioni di sabotaggio nelle zone limitrofe. Morì in azione sul ponte ferroviario di Piombino Dese il 9 settembre 1944 e si trova attualmente sepolto nel cimitero di Piombino Dese. In suo onore venne nominata l’omonima brigata garibaldina d’assalto formatasi il 20 ottobre 1944. Dopo la sua morte, avvenuta ad appena diciotto anni di età, divenne uno dei simboli e dei martiri della Resistenza trevigiana.

## Attività partigiana

### Autunno 1944 - primavera 1945
La brigata “Paoli” fu particolarmente attiva nell’area del Basso Sile, in particolare tra Roncade, Silea e Casale sul Sile, e collaborò strettamente con le altre formazioni garibaldine locali come la “Negrin” di Mogliano-Mestre, la “Bavaresco” di Ponzano e la “Perini” di Lanzago e Silea. La brigata operava sotto il comando della Divisione “Francesco Sabatucci”, attiva nel settore orientale della provincia di Treviso. Durante il primo anno di operazioni la brigata “Paoli” si concentrò principalmente in azioni di sabotaggio, distruzione delle liste di leva e degli inviati per il lavoro coatto in Germania e ridistribuzione dei beni requisiti alla popolazione, in particolare le requisizioni di grano e bestiame. Tra le operazioni più importanti si evidenziano gli assalti e incendi, nell’autunno e inverno del 1944, ai municipi di Casale, Monastier, Musile, San Biagio di Callalta e Marcon. Un’altra azione particolarmente ardita fu l’assalto ai Cantieri navali del Levante di Casier, sotto il diretto controllo tedesco, il 16 dicembre 1944, con l’affondamento di due navi, l’Emilia T. e la Erika. Durante la prima fase resistenziale il nemico principale per i partigiani locali furono le due brigate nere stanziate a Roncade e Quarto d’Altino: rispettivamente la II Compagnia della XX Brigata nera Amerino Cavallin, la cui base era la caserma di Roncade, e la XVII Brigata nera Bartolomeo Asara di Venezia, che presidiava la Casa del fascio di Quarto d’Altino.
Il 25 ottobre 1944 il distaccamento della Brigata "Wladimiro Paoli" attivo a Silea, sotto la guida del comandante Severino Voltarello, rapì in località Nerbon il comandante della Brigata nera di Treviso Giuseppe Carrer, il maggiore dell'esercito addetto alla censura Tullio Nascimben e il maresciallo di questura Pasquale Tarascio. I tre ufficiali furono nei giorni successivi portati alla casa della famiglia Bandiera di Cendon e fucilati ai primi di novembre del 1944. Nelle settimane successive il gruppo partigiano di Silea catturò ed uccise anche l'Ispettore del Lavoro di Treviso Romeo Agostinelli, il 14 novembre 1944. Il 10 dicembre 1944 un assalto congiunto di una sessantina di partigiani delle brigate “Paoli” e “Ferretto” portò alla distruzione con esplosivo della caserma delle brigate nere di Roncade. Al comando dell’operazione vi erano Attilio Scardala, Ugo Pianon e Severino Voltarello. All’assalto seguirono duri rastrellamenti in tutta l’area del Sile.
Alle continue azioni di guerriglia seguirono sistematicamente dure rappresaglie da parte dei militi fascisti. Il 22 dicembre otto brigate nere furono trucidate a Casale da partigiani locali. Il 27 febbraio 1945 un gruppo di cinque partigiani attaccò a Silea una colonna formata da sette membri delle brigate nere, provocando un morto e quattro feriti, tra cui due alti ufficiali locali, nonché, secondo i resoconti partigiani, dodici disertori. L'immediata risposta fascista fu la fucilazione il giorno seguente, sul luogo dell'agguato, di quattro prigionieri della "Paoli" detenuti a Treviso. Questi erano Giuseppe Bonan e Sergio Chinellato, da Casale sul Sile, "Saska", un partigiano russo che militava nella brigata e Luigi Antonio Borin. Borin fu un imprenditore locale e partigiano. Nonostante la sua condizione economica privilegiata fu, almeno per la prima parte della lotta resistenziale, un comunista idealista. Si consegnò alle brigate nere per salvare la sorella, arrestata al suo posto, e fu fucilato il 28 febbraio 1945. Altri quattro partigiani vennero fucilati a Casale sul Sile il 2 marzo 1945 in risposta all'attacco avvenuto a dicembre: Mario Paquola, Toffoletto Pietro, Cristiano Pin e Italo Favaro.

### Dal marzo 1945 alla Liberazione
A partire dal marzo 1945 la brigata intensificò notevolmente le proprie attività. Il comandante Attilio Scardala costituì un nucleo mobile di venti partigiani, tra cui Felice Franceschetti e il diciassettenne Ugo Bottacin, distaccato nella zona di Postioma. Il 21 marzo 1945, durante un’operazione volta alla liberazione di alcuni ostaggi politici a Monigo, il gruppo si spostò nella località di Zapparè. Qui, a seguito di una soffiata ad opera di un militante fascista locale, 18 garibaldini si trovarono coinvolti in uno scontro a fuoco con circa 500 tedeschi pesantemente armati e appartenenti a forze della Wehrmacht e delle SS. La battaglia durò tutta la notte e i partigiani si ritrovarono accerchiati e divisi in tre gruppi. Grazie ad un’azione coordinata, favorita dal buio, due di questi gruppi si avvicinarono alle linee nemiche mentre un terzo impegnò i tedeschi in un’azione di sfondamento, coprendo lo sganciamento degli altri due. A seguito dello scontro caddero Felice Franceschetti, Ugo Bottacin, mentre i restanti partigiani riuscirono a fuggire all’accerchiamento. Secondo le fonti ufficiali coeve e dai diari della brigata le perdite tedesche ammontarono a circa ottanta uomini. A seguito di questi eventi le truppe tedesche procedettero ad una violenta rappresaglia, culminata nella fucilazione di dieci civili nell’eccidio di Zapparè. Alla conclusione delle ostilità il comandante di brigata Attilio Scardala fu proposto per la medaglia d’oro al valor militare (poi non conferita) mentre due medaglie d’argento furono conferite a Ugo Bottacin (alla memoria) e a Silvano Bizzarro (per meriti di eroismo in battaglia)..
A partire dal 25 aprile del 1945 si avviarono le operazioni volte all'insurrezione generale del CLN Treviso. Attilio Scardala venne promosso a comandante della Divisione "Sabatucci". Fu in questa veste che Scardala e la Brigata "Paoli" giocarono un ruolo di primo piano nelle operazioni volte alla liberazione di Treviso. Tra 25 e 27 aprile si radunarono nell'area del Basso Sile oltre un centinaio di combattenti, suddivisi nei battaglioni "Aldo", di stanza a Casale, e "Ivan", con le proprie basi a Biancade. Un terzo battaglione era posizionato a Castagnole, pronto a convergere sul capoluogo. Nei giorni successivi vennero definitivamente liberate Casale e Silea, dopo un duro scontro con le retroguardie tedesche. Nella notte tra 28 e 29 aprile le truppe della "Wladimiro Paoli" parteciparono alla liberazione di Treviso, mentre sempre il 29 aprile i partigiani, guidati da Scardala, entrarono assieme alle truppe alleate a Roncade. Scontri locali continuarono tuttavia sino ai primi di maggio del 1945.

### Controversie
Nella fase finale della guerra alcuni membri della Brigata “Wladimiro Paoli” si ritrovarono coinvolti in violente rappresaglie post-liberazione avvenute ai danni di ex-militanti e collaboratori fascisti locali. Tra i nomi più noti vi fu quello di Gino Simionato "Falco", partigiano coinvolto nella strage della cartiera di Mignagola, nei fatti delle Prese di Vallio, nella strage del Canton e nell'omicidio dell'attore Elio Marcuzzo. Arrestato nel 1945, rimase in carcere sino al 1954, quando fu assolto a processo perché i fatti criminosi rientravano nell'amnistia Togliatti. Dopo la sentenzà lasciò il Trevigiano, emigrando prima in Francia e poi in Piemonte.

## Studi dedicati
Nel 2020 lo storico trevigano Ivano Sartor ha pubblicato il volume La Resistenza nel Basso Sile tra Trevigiano e Veneziano con la collaborazione dell’Istituto per la storia della Resistenza e della Società Contemporanea della Marca trevigiana. L’opera contiene oltre trent’anni di ricerche effettuate da Sartor sulla storia della Resistenza nel territorio della Bassa Trevigiana, con particolare attenzione alla storia delle formazioni partigiane locali e del loro legame con il territorio. La ricerca contiene un’approfondita ricostruzione della storia della Brigata “Paoli”, un’analisi dei numerosi fatti di sangue avvenuti sul territorio tra 1943 e 1945 e le testimonianze del comandante partigiano Ugo Pianon.

## Decorati
- Ugo Bottacin, caduto in combattimento il 21 marzo 1945.[32]
- Silvano Bizzarro (Roncade 10/07/1922 - Treviso 10/05/1995) Onorificenza consegnata il 16 marzo 1947 dalla Presidenza del Consiglio dei Ministri per l'eroismo dimostrato nella battaglia di Trevignano il 1 marzo 1945 [25]

- Severino Voltarello.[33]
- Gino Pasqualotto.[34]